# Инцыс
Инцы́с (Инцысс; устар. Инцисс) — река в России, протекает по Тарскому и Седельниковскому районам Омской области. Устье реки находится в 123 км по левому берегу реки Уй. Длина реки составляет 18 км.
Высота устья — 65,6 м над уровнем моря. В устье реки расположена деревня Усть-Инцы (Кукарского сельского поселения).

## Данные водного реестра
По данным государственного водного реестра России относится к Иртышскому бассейновому округу, водохозяйственный участок реки — Иртыш от впадения реки Омь до впадения реки Ишим, без реки Оша, речной подбассейн реки — бассейны притоков Иртыша до впадения Ишима. Речной бассейн реки — Иртыш.
Код объекта в государственном водном реестре — 14010100312115300006379.